# Strobilanthes maxwellii
Strobilanthes maxwellii är en akantusväxtart som beskrevs av John Richard Ironside Wood. Strobilanthes maxwellii ingår i släktet Strobilanthes och familjen akantusväxter. Inga underarter finns listade i Catalogue of Life.